# الجيش الأبيض (روسيا)

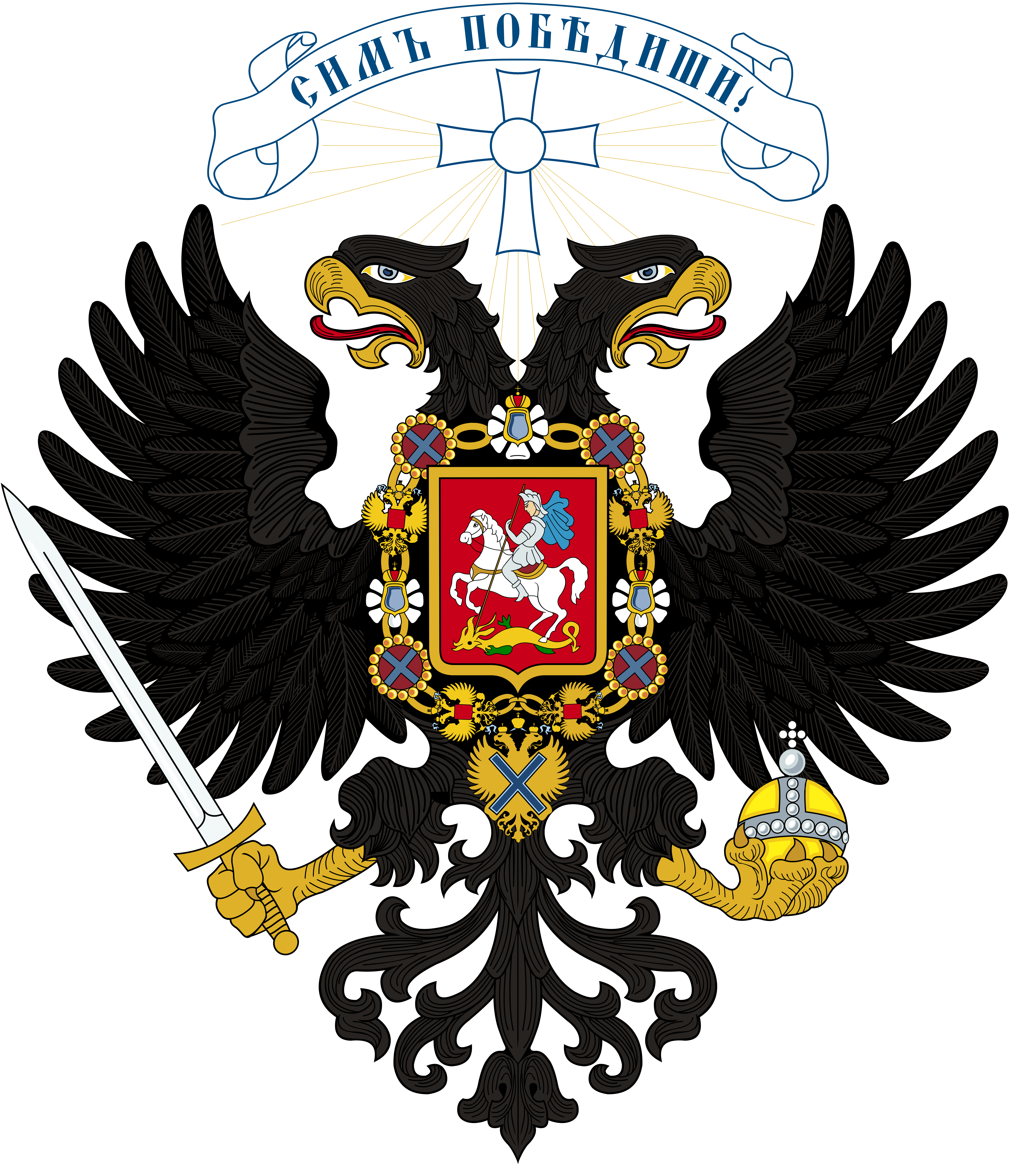
شعار الجيش الأبيض ـ غير رسمي ـ.

الجيش الأبيض (بالروسية: Бѣлая армія)، هي وحدة عسكرية روسية معارضة للبلاشفة، أنطلقت نشاطها سنة 1917، وأعلنت حلها سنة 1922، وذلك بعد انتصار البلاشفة والسيطرة على الحُكم.